# Pictonemobius hubbelli
Pictonemobius hubbelli is een rechtvleugelig insect uit de familie krekels (Gryllidae). De wetenschappelijke naam van deze soort is voor het eerst geldig gepubliceerd in 1990 door Walker & Mays.